# Roy Andersson
Roy Andersson (født 31. marts 1943 i Göteborg) er en svensk filminstruktør af såvel spillefilm som dokumentar- og reklamefilm. Den hvide sport fra 1968 var hans gennembrud som politisk dokumentarist; den handlede om en kontroversiel tennislandskamp mellem Sverige og Rhodesia. Hans første spillefilm, En kærlighedshistorie, fra 1970 blev rost af kritikerne og solgte mange billetter i hjemlandet. Giliap fra 1975 var en fiasko i de fleste henseender, og der skulle gå 25 år, før han igen sendte en film i biograferne, Sange fra anden sal. Den vakte opsigt internationalt og fik således juryens pris på Cannes-festivalen i 2000. I 2007 kom opfølgeren Du levande, som fik dansk premiere 2008. For denne film modtog han i 2008 Nordisk Råds Filmpris.
I de mellemliggende år havde Andersson med sit eget produktionsselskab produceret reklamefilm i særdeles utraditionelle stilarter, ofte kontroversielle. Senere er mange af disse film blevet kult.